# Salman Bin Ibrahim Al-Khalifa
Sheik Salman Bin Ibrahim Al-Khalifa (em árabe: صورة الشيخ سلمان Ar Rifa', Barém - 2 de novembro de 1965) é o atual presidente da AFC (Confederação Asiática de Futebol). Foi eleito em 2 de maio de 2013, sucedendo Zhang Jilong. Antes de ser eleito presidente da AFC, foi presidente da Federação de Futebol do Barém, presidente da Comissão Disciplinar da AFC e vice-presidente da Comissão Disciplinar da FIFA.